# Grand Prix Japonska 2022
Grand Prix Japonska 2022 (oficiálně Formula 1 Honda Japanese Grand Prix 2022) se jela na okruhu Suzuka Circuit v Japonsku dne 9. října 2022. Závod byl osmnáctým v pořadí v sezóně 2022 šampionátu Formule 1. Díky vítězství si zde Max Verstappen zajistil svůj druhý titul mistra světa.

## Kvalifikace
| Poř.                       | No. | Jezdec           | Konstruktér           | Časy v kvalifikaci | Časy v kvalifikaci | Časy v kvalifikaci | Pořadí na startu |
| Poř.                       | No. | Jezdec           | Konstruktér           | Q1                 | Q2                 | Q3                 | Pořadí na startu |
| -------------------------- | --- | ---------------- | --------------------- | ------------------ | ------------------ | ------------------ | ---------------- |
| 1                          | 1   | Max Verstappen   | Red Bull Racing-RBPT  | 1:30.224           | 1:30.346           | 1:29.304           | 1                |
| 2                          | 16  | Charles Leclerc  | Ferrari               | 1:30.402           | 1:30.486           | 1:29.314           | 2                |
| 3                          | 55  | Carlos Sainz Jr. | Ferrari               | 1:30.336           | 1:30.444           | 1:29.361           | 3                |
| 4                          | 11  | Sergio Pérez     | Red Bull Racing-RBPT  | 1:30.622           | 1:29.925           | 1:29.709           | 4                |
| 5                          | 31  | Esteban Ocon     | Alpine-Renault        | 1:30.696           | 1:30.357           | 1:30.165           | 5                |
| 6                          | 44  | Lewis Hamilton   | Mercedes              | 1:30.906           | 1:30.443           | 1:30.261           | 6                |
| 7                          | 14  | Fernando Alonso  | Alpine-Renault        | 1:30.603           | 1:30.343           | 1:30.322           | 7                |
| 8                          | 63  | George Russell   | Mercedes              | 1:30.865           | 1:30.465           | 1:30.389           | 8                |
| 9                          | 5   | Sebastian Vettel | Aston Martin-Mercedes | 1:31.256           | 1:30.656           | 1:30.554           | 9                |
| 10                         | 4   | Lando Norris     | McLaren-Mercedes      | 1:30.881           | 1:30.473           | 1:31.003           | 10               |
| 11                         | 3   | Daniel Ricciardo | McLaren-Mercedes      | 1:30.880           | 1:30.659           |                    | 11               |
| 12                         | 77  | Valtteri Bottas  | Alfa Romeo-Ferrari    | 1:31.226           | 1:30.709           |                    | 12               |
| 13                         | 22  | Júki Cunoda      | AlphaTauri-RBPT       | 1:31.130           | 1:30.808           |                    | 13               |
| 14                         | 24  | Čou Kuan-jü      | Alfa Romeo-Ferrari    | 1:30.894           | 1:30.953           |                    | 14               |
| 15                         | 47  | Mick Schumacher  | Haas-Ferrari          | 1:31.152           | 1:31.439           |                    | 15               |
| 16                         | 23  | Alexander Albon  | Williams-Mercedes     | 1:31.311           |                    |                    | 16               |
| 17                         | 10  | Pierre Gasly     | AlphaTauri-RBPT       | 1:31.322           |                    |                    | PL               |
| 18                         | 20  | Kevin Magnussen  | Haas-Ferrari          | 1:31.352           |                    |                    | 17               |
| 19                         | 18  | Lance Stroll     | Aston Martin-Mercedes | 1:31.419           |                    |                    | 18               |
| 20                         | 6   | Nicholas Latifi  | Williams-Mercedes     | 1:31.511           |                    |                    | 19               |
| 107% času vítěze: 1:36.539 |     |                  |                       |                    |                    |                    |                  |
| Zdroj:                     |     |                  |                       |                    |                    |                    |                  |

Poznámky
1. ↑  Pierre Gasly se kvalifikoval jako sedmý, ale musel odstartovat z pit lane po úpravě několika částí monopostu.
2. ↑  Nicholas Latifi obdržel penalizaci pěti míst za způsobení kolize v předchozím závodě.

## Závod
| Poř.                                                                      | No. | Jezdec           | Konstruktér           | Počet kol | Čas/Odstoupení  | Pořadí na startu | Body |
| ------------------------------------------------------------------------- | --- | ---------------- | --------------------- | --------- | --------------- | ---------------- | ---- |
| 1                                                                         | 1   | Max Verstappen   | Red Bull Racing-RBPT  | 28        | 3:01:44.004     | 1                | 25   |
| 2                                                                         | 11  | Sergio Pérez     | Red Bull Racing-RBPT  | 28        | +27.066         | 4                | 18   |
| 3                                                                         | 16  | Charles Leclerc  | Ferrari               | 28        | +31.763         | 2                | 15   |
| 4                                                                         | 31  | Esteban Ocon     | Alpine-Renault        | 28        | +39.685         | 5                | 12   |
| 5                                                                         | 44  | Lewis Hamilton   | Mercedes              | 28        | +40.326         | 6                | 10   |
| 6                                                                         | 5   | Sebastian Vettel | Aston Martin-Mercedes | 28        | +46.358         | 9                | 8    |
| 7                                                                         | 14  | Fernando Alonso  | Alpine-Renault        | 28        | +46.369         | 7                | 6    |
| 8                                                                         | 63  | George Russell   | Mercedes              | 28        | +47.661         | 8                | 4    |
| 9                                                                         | 6   | Nicholas Latifi  | Williams-Mercedes     | 28        | +1:10.143       | 19               | 2    |
| 10                                                                        | 4   | Lando Norris     | McLaren-Mercedes      | 28        | +1:10.782       | 10               | 1    |
| 11                                                                        | 3   | Daniel Ricciardo | McLaren-Mercedes      | 28        | +1:12.877       | 11               |      |
| 12                                                                        | 18  | Lance Stroll     | Aston Martin-Mercedes | 28        | +1:13.904       | 18               |      |
| 13                                                                        | 22  | Júki Cunoda      | AlphaTauri-RBPT       | 28        | +1:15.599       | 13               |      |
| 14                                                                        | 20  | Kevin Magnussen  | Haas-Ferrari          | 28        | +1:26.016       | 17               |      |
| 15                                                                        | 77  | Valtteri Bottas  | Alfa Romeo-Ferrari    | 28        | +1:26.496       | 12               |      |
| 16                                                                        | 24  | Čou Kuan-jü      | Alfa Romeo-Ferrari    | 28        | +1:27.043       | 14               |      |
| 17                                                                        | 47  | Mick Schumacher  | Haas-Ferrari          | 28        | +1:32.523       | 15               |      |
| 18                                                                        | 10  | Pierre Gasly     | AlphaTauri-RBPT       | 28        | +1:48.091       | PL               |      |
| Ret                                                                       | 55  | Carlos Sainz Jr. | Ferrari               | 0         | Nehoda          | 3                |      |
| Ret                                                                       | 23  | Alexander Albon  | Williams-Mercedes     | 0         | Následky nehody | 16               |      |
| Nejrychlejší kolo: Čou Kuan-jü (Alfa Romeo-Ferrari) – 1:44.411 (20. kolo) |     |                  |                       |           |                 |                  |      |
| Zdroj:                                                                    |     |                  |                       |           |                 |                  |      |

Poznámky
1. ↑  Naplánováno bylo 53 kol, kvůli vyvěšení červených vlajek byl ale závod zkrácen.
2. ↑  Charles Leclerc skončil druhý, ale obdržel penalizaci pěti sekund za opuštění trati a získání výhody.
3. ↑  Pierre Gasly skončil 17., ale obdržel penalizaci průjezd boxy za vysokou rychlost pod červenými vlajkami, kterou ale nemohl absolvovat, a proto obdržel penalizaci 20 sekund.

## Průběžné pořadí po závodě
|        | Pořadí | Jezdec           | Body |
| ------ | ------ | ---------------- | ---- |
|        | 1      | Max Verstappen   | 366  |
| 1      | 2      | Sergio Pérez     | 253  |
| 1      | 3      | Charles Leclerc  | 252  |
|        | 4      | George Russell   | 207  |
|        | 5      | Carlos Sainz Jr. | 202  |
| Zdroj: |        |                  |      |

|        | Pořadí | Konstruktér          | Body |
| ------ | ------ | -------------------- | ---- |
|        | 1      | Red Bull Racing-RBPT | 619  |
|        | 2      | Ferrari              | 454  |
|        | 3      | Mercedes             | 387  |
| 1      | 4      | Alpine-Renault       | 143  |
| 1      | 5      | McLaren-Mercedes     | 130  |
| Zdroj: |        |                      |      |